# Moham Bikran Singh
Mohan Bikram Singh, conosciuto in clandestinità come compagno Gharti (Katmandu, 15 aprile 1935), è un rivoluzionario e politico nepalese, attualmente segretario generale del Mashal e da sempre un sostenitore dell'unità del movimento comunista nepalese.

## Biografia

### Le prime lotte
Figlio di un proprietario terriero vicino alla monarchia, M.B. Singh ruppe con la famiglia tradizionalista per passare all'opposizione della monarchia e si unì al Congresso Nepalese, partecipando alle insurrezioni democratiche dei primi anni cinquanta. Successivamente, la lettura delle opere marxiste e leniniste lo portò a maturare un ideale comunista.
Singh si unì al Partito Comunista del Nepal nel 1953, entrando nel Comitato Centrale nel 1957. Nel 1961, il Partito si divise in due tendenze: una, giudicata linea nera, che sosteneva la partecipazione al parlamento per ottenere la repubblica democratica e seguiva la linea del Partito Comunista dell'Unione Sovietica emersa dopo il suo XXII Congresso, e una linea rossa, che chiedeva la convocazione dell'Assemblea Costituente e la lotta contro il regime monarchico. Peraltro quest'ultima tendenza era vicina al Partito Comunista Cinese di Mao Tse-tung nella nascente crisi sino-sovietica.
Emerso dirigente della "linea rossa", Singh trovò un certo supporto da parte della base del Partito, ma fu l'unico rappresentante di questa linea nel Comitato Centrale. Quando le contraddizioni fra le due fazioni divennero antagonistiche, Tulsi Lal Amatya, leader della "linea rossa", promosse la fondazione di un nuovo Partito Comunista del Nepal, cui Singh si unì subito. In questo periodo, venne arrestato dalle autorità nepalesi e imprigionato.
Imprigionato, Singh assistette impotente alla scissione operata dalla maggioranza dei comunisti guidati da Pushpa Lal alla Terza Assemblea di Partito, in contraddizione con la dirigenza del PCN, giudicata revisionista e capitolarda. Appena rilasciato, nel 1971, Singh tentò di riunificare il PCN istituendo il "Nucleo Centrale", atto appunto a questo obiettivo. Nel 1974, il Nucleo convoncò una Quarta Assemblea di Partito, che portò i comunisti alla formazione di un nuovo partito, conosciuto appunto come Partito Comunista del Nepal (Quarta Assemblea). Tuttavia, Singh non riuscì a riunificare del tutto il PCN, perché i due precedenti partiti permasero.

### Contro la monarchia e per l'unità dei comunisti
Mentre continuava a cercare l'unità dei comunisti nepalesi, che frattanto avevano formato altri partiti, il PCN) cadde sotto l'influenza di Nirmal Lama, il quale si distaccò dalla maggioranza del Partito e implementò una linea differente da quella seguita fino a quel momento. Nel 1983, la situazione divenuta insostenibile portò i comunisti guidati da M.B. Singh a fondare il Partito Comunista del Nepal (Mashal)), dopo che molti di loro furono espulsi. A sua volta, una fazione di marxisti-leninisti-maoisti, guidata da Mohan Vaidya, spaccò il Partito in due formandone uno parallelo, in disaccordo con la linea di Singh; Vaidya pensava infatti che anche il PCN dovesse seguire la tattica di guerra popolare come quella lanciata in Perù da Sendero Luminoso, mentre Singh sosteneva che l'insurrezione dovesse avere salde basi di massa. Prachanda, attuale presidente del Partito Comunista Unificato del Nepal (maoista), faceva parte della corrente di Vaidya.
In questo periodo, Singh fu costretto a lasciare il Nepal e a fuggire in India, per sottrarsi all'arresto ordinato dal regime autoritario di Mahendra. Anche dall'esterno, comunque, Singh continuò a dirigere il suo Partito.
Nel 1990, dopo un'insurrezione popolare contro la monarchia, Singh e il PCN (Mashal) continuarono a proclamare la necessità dell'Assemblea Costituente, in disaccordo con il Fronte Unito della Sinistra che invece, collaborando con il Congresso Nepalese, metteva in secondo piano questa rivendicazione. Assieme ad altri partiti di sinistra, tra cui quello di Vaidya, il Mashal formò il Movimento Popolare Nazionale Unito.
Il Mashal continuò a perseguire l'unità dei partiti comunisti nepalesi, specialmente nella lotta contro la monarchia. Questo processo lo portò, nel 2002, a unificarsi con il Partito Comunista del Nepal (Centro d'Unità), che divenne così il PCN (Centro d'Unità-Mashal). M.B. Singh divenne il segretario generale del nuovo Partito, che unificando i vari gruppi comunisti crebbe fino a divenire uno dei partiti comunisti nepalesi più grandi assieme al PCN (marxista-leninista-unificato) e al Partito Comunista Unificato del Nepal (maoista).

### Attività recenti
Dopo il colpo di Stato di Gyanendra del 1º febbraio 2005, Singh tornò in clandestinità e cedette il posto di segretario del PCN (CU-M). Infine, con la vittoria della protesta popolare e la sconfitta del re, Singh poté tornare alla luce, anche se la cittadinanza nepalese gli fu nuovamente certificata solo nel 2007, a 72 anni.
Nel 2006 avvenne un'ulteriore scissione "controversa". Il PCN (CU-M) guidato da Narayan Kaji Shrestha e il PCN (CU-M) guidato da Singh si spaccarono. I comunisti vicini a Singh sostengono che fu Prakash a staccarsi dal PCN (CU-M) formando così un partito parallelo, mentre ovviamente i sostenitori di Prakash affermano il contrario.
Il PCN (CU-M) di M.B. Singh tenne il suo 7º Congresso nel marzo 2006, cambiando il proprio nome in Partito Comunista del Nepal (Mashal) e rieleggendo Singh segretario generale.